# Gagauzija
Gagauzija (gag. Gagauz Yeri = gagauška zemlja) je autonomna pokrajina u sastavu Moldavije. Administrativno središte Gagauzije je Komrat. Gagauzija je 2006. godine imala 155.700 stanovnika.

## Povijest
Gagauzija je ime dobila po Gagauzima, etničkoj grupi turskog porijekla i pravoslavne vjere koje je Rusko Carstvo naselilo u Besarabiji u prvoj polovici 19. stoljeća. Gagauzija je dijelila povijesnu sudbinu Besarabije - 1918. je postala dio Rumunjske, 1940. Sovjetskog Saveza da bi pod rumunjskom vlašću bila za vrijeme drugog svjetskog rata od 1941. do 1944. kada je ponovno postala dio SSSR-a.
U sovjetsko doba Gagauzija je uživala status autonomne regije u okviru Moldavske SSR. Tijekkm 1980-ih, u doba glasnosti, javlja se gagauški nacionalizam, ali on nije usmjeren toliko prema Moskvi koliko prema moldavskoj većini, odnosno političarima koji su krajem 1980-ih i početkom 1990-ih zahtijevali ne samo neovisnost od SSSR-a, nego i ujedinjenje s Rumunjskom. Gagauzi su se bojali da će pod rumunjskom vlašću biti obespravljeni pa su podržavali opstanak SSSR-a, a 19. rujna 1991. je godine Gagauzija proglasila neovisnost.
Međutim, za razliku od Pridnjestrovlja, Gagauzija zbog toga nije došla u sukob s moldavskom vlašću, djelomično i zbog toga što je dio gagauških zastupnika u moldovskoj skupštini glasao za neovisnost, odnosno zbog toga što su Gagauzi izrazili želju ostati u Moldovi ako se ona ne ujedini s Rumunjskom. U veljači 1994. moldovski predsjednik Mircea Snegur je Gagauziji obećao autonomiju, a nešto kasnije je Moldova donijela novi ustav kojim je Gagauziji priznato pravo na tzv. "vanjsko samoodređenje", odnosno neovisnost ako Moldova postane dio Rumunjske. Dana 23. prosinca 1994. je donesen i posebni zakon kojim je Gagauzija i formalno dobila autonomiju.
U veljači 2014, Gagauzija je organizirala referendum u kojem je 98.4% glasača podržalo carinsku uniju s Rusijom. Moldavska vlada je referendum proglasila nevažećim.